# Ceramica chiota
La ceramica chiota è una classe della ceramica greco-orientale di epoca orientalizzante e arcaica prodotta nell'isola di Chio; l'indipendenza stilistica rispetto alla produzione della Ionia settentrionale, visibile già nel tardo geometrico, ne consente lo studio come gruppo separato.
L'argilla è sabbiosa e dà luogo ad una terracotta marrone tendente al rosa; la vernice è marrone scuro a volte con sfumature olivastre. La ceramica di Chio è facilmente riconoscibile per il biancore dell'ingubbio e per la sua presenza al di sotto della vernice nera che copre la parte interiore dei vasi a forma aperta, soprattutto il calice che è la forma più utilizzata e diffusa. L'interno di questi vasi, dopo la fine del VII secolo a.C., riceve una tipica sovradipintura a fasce ornamentali in bianco e porpora.
Il calice si sviluppa dalla coppa subgeometrica per trasformazione del piede e del labbro. I primi esemplari hanno il labbro di altezza moderata, la ciotola nettamente distinta e il piede basso. Nel VI secolo a.C. il labbro, sul quale si trova la decorazione principale, diviene più alto, come il piede, e la transizione tra il labbro e la ciotola si fa meno marcata. Continuerà ad essere prodotto, in una versione di minore qualità, fino al IV e III secolo a.C.
Le esportazioni della ceramica chiota sono attestate entro un raggio maggiore rispetto a quelle delle altre ceramiche greco-orientali. Numerosi sono i ritrovamenti a Naucrati ed Egina, a Eritre (sulla terraferma di fronte a Chio), Pitane, Clazomene e Smirne. Sono frequenti anche le imitazioni, attestate a Eritre e a Taso.

## La fase del Wild Goat Style
Gli esemplari decorati secondo il diffuso stile delle capre selvatiche (Wild Goat Style) sicuramente databili anteriormente alla fase II del periodo medio sono scarsi. A Chio il subgeometrico era ancora presente nel terzo quarto del VII secolo a.C., quando fu sostituito dal medio II dello stile delle capre selvatiche proveniente dal sud della Ionia: i calici rinvenuti a Cerveteri e conservati al Martin von Wagner Museum di Würzburg ne sono due esempi ben conservati. In questa prima fase non si trova ancora il porpora aggiunto, né le decorazioni sovradipinte all'interno. Le forme più diffuse nel Wild Goat Style di Chio sembrano essere, oltre al calice, il dinos, la coppa, il piatto e la brocca; alcune forme presentano teste femminili plastiche aggiunte soprattutto presso le anse, una pratica che continuerà nello stile a figure nere.
Il Wild Goat prosegue nel VI secolo a.C. diviso in due gruppi: l'"Animal Chalice Style", che riunisce gli animali in una fascia continua intorno al labbro, tra un'abbondante decorazione di riempimento la quale invade anche l'interno del vaso (primo quarto del VI secolo a.C.), e lo "stile a calice" che preferisce figure singole, talvolta anche figure umane, in campi vuoti e con decorazione secondaria più leggera (tra il primo quarto e la metà del VI secolo a.C., leggermente posteriore al gruppo precedentemente descritto). Altre forme oltre al tipico calice ricevono questo tipo di decorazione: phialai, kantharoi, piatti, oinochoai, hydriai, benché siano meno frequenti.

## Le figure nere
All'inizio del VI secolo a.C. i ceramisti di Chio introducono le figure nere dando vita a gruppi ceramici che si individuano in base ad alcuni frequenti soggetti: la fascia con sfingi o leoni accovacciati ("gruppo della sfinge e del leone"), oppure il "gruppo dei comasti" danzanti.
La decorazione tipica nel "gruppo della sfinge e del leone" consiste in un fregio, sulla parete esterna, con piccoli animali della stessa specie e nella stessa posizione. L'ornamento di riempimento consiste di rosette corinzie e mezze rosette; il porpora è usato abbondantemente insieme alle incisioni. Frequentemente alla base si trova una fascia con fiori di loto e boccioli alternati. Tra le forme del gruppo sono frequenti la pyxis, il piatto con piede alto o senza, l'oinochoe e la coppa, mentre il calice è molto raro. Il calice è invece la forma prevalente nel "gruppo dei comasti", datato tra il 570 e il 540 a.C., che presenta la parte interiore verniciata di nero e sovradipinta con fiori di loto e rosette in porpora e bianco. In generale si tratta di lavori poco curati, ma alcuni esemplari con figure umane più grandi indicano l'esistenza a Chio di artisti capaci e interessati alla tecnica a figure nere.

## Lo stile grandioso
Questo gruppo, conosciuto attraverso pochi frammenti e quasi tutti provenienti da Naucrati, appartiene al secondo quarto del VI secolo a.C. Qui i soggetti comprendono elaborate composizioni di battaglie, corse di cavalli, danzatrici, processioni e scene mitologiche. Lo stile è caratterizzato da una vivace policromia per la quale il parallelo più vicino è la ceramica corinzia, ma la decorazione di riempimento deriva da modelli locali (la fase Animal Chalice) e alcuni volti maschili si avvicinano allo stile delle capre selvatiche del periodo medio. L'ingubbiatura biancastra fa da sfondo alla vernice marrone che tende al nero, o al marrone dorato se impiegata nei dettagli; sono presenti sovradipinture in bianco e porpora e il giallo è usato in alcuni casi per le carni maschili.  La forma alla quale si applica questo stile è quasi esclusivamente il calice.